# بیلی باور
بیلی باور (انگلیسی: Billy Bower؛ ۱۸ سپتامبر ۱۸۸۷ – فوریهٔ ۱۹۵۴) بازیکن فوتبال اهل بریتانیا بود.
از باشگاه‌هایی که در آن بازی کرده‌است می‌توان به باشگاه فوتبال گیلینگام و باشگاه فوتبال لیتون اورینت اشاره کرد.